# GSC414-587
GSC414-587 — хімічно пекулярна зоря спектрального класу Sr, що має видиму зоряну величину в смузі V приблизно 10,6.

## Пекулярний хімічний склад
Зоряна атмосфера GSC414-587 має підвищений вміст 
Cr
.